# Tsai Lan-chin
Tsai Lan-chin (chino simplificado: 蔡 蓝 钦, chino tradicional: 蔡 蓝 钦, pinyin: Cài Lanqin; 15 de noviembre de 1964 – 14 de febrero de 1987) fue un cantante y compositor taiwanés. 
Cuando era niño, demostró su extraordinario talento en la música y la pintura. Como un estudiante aplicado, estudió ingeniería mecánica en la Universidad de Taiwán. Comenzó a escribir temas musicales y luego para ofrecer conciertos a la edad de 21 años, el lanzó un álbum titulado, 世界 这个 (Zhe gè Shijie - This World). Sus canciones, hasta la fecha sigue siendo uno de los más escuchados y recordados en Taiwán. Su salud se complicó y falleció a la edad de 22 años, en el Hospital de la Universidad Nacional de Taiwán, debido a un ataque al corazón.